# Lijst van oude muntsoorten in de Lage Landen
De lijst van oude muntsoorten geeft een overzicht van oude, niet meer courante muntsoorten die in de Lage Landen zijn gebruikt als betaalmiddel of als rekenmunt hebben gediend. Zie ook Historische rekenpenningen in de Lage Landen.

## A
- Achtentwintig
- Albus
- Arnhemse gulden
- Arnoldusgulden

## B
- Beijersgulden
- Belga
- Blank
- Botdrager
- Botje (munt) (botgen, butken)
- Braamse
- Braspenning

## C
- Carolusgulden
- Cavalier
- Cent
- Centime
- Cromstaert

## D
- Daalder
- Denarie
- Drieguldenstuk
- Dubbeltje
- Ducaton
- Dukaat
- Duit

## E
- Écu

## F
- Flabbe
- Florijn
- Belgische frank
- Luxemburgse frank

## G
- Gosseler
- Groot
- Gouden leeuw
- Gouden rijder
- Gouden schild
- Goudgulden
- Gulden

## H
- Halfje
- Halve gulden
- Hollandse pond
- Hornsche gulden

## J
- Jager
- Jangelaar

## K
- Karolusgulden
- Klapmuts
- Kopken
- Korte (munt)
- Kromstaart
- Kwartje

## L
- Langrok
- Leeuwendaalder
- Livre of Libra
- Louis d'or

## M
- Maille
- Mark
- Mijt
- Mottoen
- Mouton

## N
- Negenmanneke
- Nederlandse rijksdaalder
- Nobel (munt)

## O
- Obool
- Oortje (munt)

## P
- Patagon
- Peerdeken
- Penning (muntsoort)
- Plak
- Pistool
- Postulaatsgulden
- Prinsendaalder

## R
- Regenboogschoteltje (vermoedelijk niet voor gewoon betaalverkeer)
- Rijder
- Rijksdaalder
- Rijnse gulden
- Rozenobel

## S
- Sceatta
- Schelling
- Schild
- Snaphaan
- Solidus (Sou)
- Spaanse mat
- Sprenger
- Stoter
- Stuiver

## T
- Tienguldenstuk
- Tournooise

## V
- Vierduitstuk
- Vierlander
- Vijfguldenstuk
- Vlaamse (vleemsche)
- Vlaamse pond
- Vlieger
- Vuurijzer (munt)

## W
- Witte

## Z
- Zilveren rijder
- Zilveren vijftigje